# Jason Fabini
Jason T. Fabini (født 25. august 1974 i Fort Wayne, Indiana, USA) er en tidligere amerikansk footballspiller, der spillede i NFL som offensive lineman. Hans karriere i ligaen strakte sig over 11 sæsoner, hvor han var tilknyttet New York Jets, Washington Redskins og Dallas Cowboys.

## Klubber
- New York Jets (1998–2005)
- Dallas Cowboys (2006)
- Washington Redskins (2007-2008)